# Лагаан: Однажды в Индии
«Лагаан: Однажды в Индии» (англ. Lagaan: Once Upon a Time in India или Lagaan, буквально — «налог») — фильм, историческая приключенческая, спортивная драма с элементами мюзикла. Режиссёр Ашутош Говарикер. Производство Индии 2001 год. Лента получила 44 кинематографические награды. Третий индийский фильм в истории, который был номинирован на премию «Оскар» за лучший фильм на иностранном языке. Фильм включён практически во все опросы и листы популярности фильмов Индии и, кроме того, мировые рейтинги: журнала Empire (№ 55), издания The Indians Abroad (№ 9), Топ IMDb (№ 39), Список Time «25 лучших фильмов о спорте всех времён» (№ 14) и так далее. На момент выхода в прокат «Лагаан: Однажды в Индии» был самым дорогим фильмом когда-либо снятым в Индии.

## Сюжет
Индия времён британской колонизации, 1893 год. Крестьяне из небольшой деревни Чампанира штата Гуджарат едва сводят концы с концами из-за многомесячной засухи. Подходит очередной срок платежей в казну, но средств для этого у крестьян нет. Они обращаются к капитану Эндрю Расселу (Блэкторн), ответственному в кантонменте за сбор налогов, с просьбой об отсрочке. В ответ надменный офицер, явно издеваясь, предлагает им провести матч по крикету. В случае их победы он обещает простить не только очередной платёж, но ещё три года не взимать налоги. В противном случае они будут увеличены троекратно. Представитель деревни Бхуван (Хан) принимает вызов, хотя слышит об этой игре впервые. Крестьяне, пославшие Бхувана на переговоры, узнают о подобном пари с возмущением.
Бхаван начинает готовиться к матчу. Сначала только пять односельчан желают присоединиться к команде. Сестра коменданта Элизабет Рассел (Шелли), возмущённая жестокостью и цинизмом брата, решает помочь крестьянам и учит их правилам игры. Постепенно она влюбляется в Бхавана к большому неудовольствию индианки Гаури (Сингх), которая также влюблена в него. Бхуван убеждает Гаури в верности его чувств к ней, чем, в свою очередь, восстанавливает против себя дровосека Лакху (Шарма), влюблённого в Гаури. В попытке дискредитировать соперника, дровосек предлагает капитану Расселлу свои услуги в качестве осведомителя и присоединяется к команде земляков. Крестьяне понимают, что победа равна свободе. Всё большее число мужчин присоединяются к команде. Бхаван приглашает одного игрока из касты неприкасаемых — Качру (Лакхия), имеющего необычайные способности подающего. Сельчане предубеждены против него, боясь быть осквернёнными далитом, но Бхуван доказывает его незаменимость для команды.
Начинается матч, продолжительность которого может составить до пяти дней. Британские офицеры начинают его очень мощно. Кроме того, мячи у Качры потеряли возможность закручиваться, а Лакха, в рамках своего соглашения с комендантом, в защите намеренно играет крайне слабо и пропускает элементарные подачи. Вечером после завершения первого дня соревнования, Элизабет становится свидетелем встречи Лакхы с её братом, о чём тут же сообщает Бхувану. Возмущённые сельчане готовы убить предателя, но Бхуван предлагает тому шанс искупить свою вину. Второй день приносит индийской команде первые удачи, игра постепенно выравнивается. Британцы играют агрессивно, пятеро индийцев покидают поле с травмами. На третий день идёт очень ровная игра. Всё должен решить последняя подача. Бхуван отбивает мяч, брошенный англичанином, но Расселу в длинной пробежке всё таки удаётся поймать его. Капитан ликует, но за ним видна разочарованная трибуна британцев: Рассел принял мяч в полуметре за краем площадки. На восторженную толпу индийцев обрушивается долгожданный дождь.

## В ролях
- Аамир Хан — Бхуван
- Грейси Сингх — Гаури
- Рэйчел Шелли — Элизабет Рассел
- Пол Блэкторн — капитан Рассел
- Раджеш Вивек — Гуран, астролог (seamer)
- Яшпал Шарма — Лакха, дровосек (бэтсмен)
- Адитья Лакхия — Качра, неприкасаемый (spinner)
- Акхилендра Мишра — Арджан, кузнец (бэтсмен)
- Дая Шанкар Панди — Голи, землевладелец (seamer)
- Шриваллабх Вияс — Ишвар, лекарь и отец Гаури (уикет-кипер)
- Амин Хаджи — Багха, немой барабанщик (бэтсмен)
- Джавед Хан — Рам Сингх, переводчик
- Сухасини Мулай — Яшодамай, мать Бхувана
- Кулбхушан Кхарбанда — Раджа Пуран Сингх

## Производство
Режиссёр Ашутош Говарикер объявил, что снимать проект «Лагаан» было почти невозможно. Первоначально на главную мужскую роль претендовали Шахрух Хан, Ритик Рошан, Бобби Деол и Абхишек Баччан, но они отказались, и Говарикер отправился к Аамиру, который согласился принять участие, услышав подробный сценарий. Но даже после того, как он заполучил Хана, Ашутошу не удалось найти продюсера. Производители, которые проявили интерес к сценарию, хотели сократить бюджет, а также внести некоторые изменения. В конце концов, Аамир согласился с предложением Ашутоша самому стать продюсером. Он подтвердил это, сказав, что доверие, которое ему оказал Ашутош, сюжет и сценарий фильма и возможность начать свою собственную производственную компанию вдохновили его на создание «Лагаана». Он также сказал, что, сам будучи продюсером, он смог дать большую творческую свободу Ашутошу. Джаму Сугханд стал сопродюсером фильма, потому что ему понравилась эмоциональная и патриотическая история.
На главную женскую роль претендовали Рани Мукерджи, Сонали Бендре, Нандита Дас и Амиша Патель, но они отказались из-за занятости, и режиссёр выбрал Грэйси Сингх, которая напоминала ему актрису и танцовщицу 1950—1960-х годов Виджаянтималу. Для Грэйси «Лагаан» стал дебютом в кино.

## Саундтрек
Вся музыка написана А. Р. Рахманом.
| №  | Название                                | Исполнители                                                            | Длительность |
| -- | --------------------------------------- | ---------------------------------------------------------------------- | ------------ |
| 1. | «Ghanan Ghanan»                         | Удит Нараян, Сукхвиндер Сингх, Алка Ягник, Шаан, Шанкар Махадеван, хор | 6:11         |
| 2. | «Mitwa»                                 | Удит Нараян, Сукхвиндер Сингх, Алка Ягник, Шринивас                    | 6:47         |
| 3. | «Radha Kaise Na Jale»                   | Аша Бхосле, Удит Нараян, Вайшали Самант, хор                           | 5:34         |
| 4. | «O Rey Chhori»                          | Удит Нараян, Алка Ягник, Васундхара Дас                                | 5:59         |
| 5. | «Chale Chalo»                           | А. Р. Рахман, Шринивас, хор                                            | 6:40         |
| 6. | «Waltz for a Romance» (in 'A' Major)    |                                                                        | 2:29         |
| 7. | «O Paalanhaare»                         | Лата Мангешкар, Садхана Саргам, Удит Нараян, хор                       | 5:19         |
| 8. | «Lagaan..... Once Upon a Time in India» | Анурадха Шрирам, хор                                                   |              |

## Художественные особенности и критика
Ведущий американский киновед Роджер Эберт хотя и высказался об индийском кинематографе несколько иронично, признал, что «Лагаан» является хорошей развлекательной картиной и её просмотр в течение более трёх с половиной часов не оставил у него негативных эмоций. Особенно позитивно он отозвался о продолжительных натурных съёмках в красочных ландшафтах и на фоне исторических памятников Индии. Схожим образом отозвались о картине обозреватели BBC: на их взгляд фильм особенно украшают безграничные пейзажи и величественные дворцы, кроме того, очень высоко ими оценена постановка танцев. The New York Times в целом одобряя ленту, упоминает об изобилии в ней экстравагантных музыкальных номеров, невероятно привлекательных исполнителей и набора классических мелодраматических приёмов, что делает «Лагаан» несколько наивным. Но, с точки зрения журналистов, фильм рассчитан на популярность у широкой аудитории и сделан при этом с профессионализмом и подлинным талантом.
В прессе присутствовали немногочисленные негативные отзывы. Критик San Diego Union-Tribune назвал ленту огромным количеством печёного картона, который он был вынужден жевать. Отзывы Film Journal International выдержаны в более деликатной форме, но также крайне негативны: действие необычайно банально, персонажи слишком упрощены, чтобы быть интересными, а сюжет почти не содержит сюрпризов. Очень длинный, но обычный фильм.

## Награды и номинации
Представлены выборочно.
- 2001 год, Международный кинофестиваль в Бергене — Приз жюри[15].
- 2001 год, Премия Европейской киноакадемии за лучший неевропейский фильм — номинация[16].
- 2001 год, Кинофестиваль в Локарно — Приз зрительских симпатий[17].
- 2002 год, Премия «Оскар» за лучший фильм на иностранном языке — номинация[18].
- 2002 год, Filmfare Awards — Лучший фильм, Лучшая режиссура, Лучший сюжет, Лучшая мужская роль, Лучший композитор, Лучший поэт-песенник, Лучший мужской закадровый вокал, Лучший женский закадровый вокал[19].
- 2002 год, Премия международной академии кино Индии — Лучший фильм, Лучший режиссёр, Лучший сюжет, Лучшая мужская роль, Лучший женский закадровый вокал, Лучший композитор, Лучший поэт-песенник, Лучшая запись звука[20].; Номинации — Лучшая женская роль, Лучший актёр второго плана, Лучшее исполнение комической роли, Лучший мужской закадровый вокал
- 2002 год, Национальная кинопремия Индии — Лучший развлекательный фильм, Лучший композитор, Лучший мужской закадровый вокал, Лучший художник по костюмам, Лучшая хореография[21].